# Карачан, Иван Рафаилович
Иван Рафаилович Карачан (5 (17) января 1868 — 1942, Свияжск) — русский военный деятель, генерал-майор (1910).

## Биография
Из православных дворян Бессарабской губернии, сын ротмистра Рафаила Александровича Карачана. Образование: Киевский кадетский корпус, Михайловское артиллерийское училище (выпуск 1886; с производством в подпоручики).
Первоначально служил офицером в 14-й артиллерийской бригаде в составе пехотной дивизии того же номера (1886—1896).  В чине поручика (полученном еще в 1890) был переведён в Лейб-гвардию (1896), служил в гвардейской пешей артиллерии (1896 — начало 1900-х). Штабс-капитан (1896). В дальнейшем служил на руководящих должностях в Киевском арсенале (ок. 1904—1910).
В 1910 году был произведён в генерал-майоры и назначен инспектором технических заведений интендантского ведомства. Занимал эту должность на всём протяжении Первой мировой войны. После большевистской революции поступил на службу в РККА, военспец. Конкретные должности в РККА неизвестны.
К началу 1940-х годов проживал в Москве в переулке Сивцев Вражек, в силу возраста не служил. В начале Великой Отечественной войны, в 1941 или 1942 году, был арестован и, в возрасте около 74 лет, погиб в тюрьме в Свияжске.

## Некоторые награды[2]
- Орден Святой Анны 3-й степени (1903)
- Орден Святого Станислава 2-й степени (1906)
- Орден Святого Владимира 3-й степени (1912)
- Орден Святого Станислава 1-й степени (1915)
- Орден Святой Анны 1-й степени (1915)